# Tibor
Pour l’article homonyme, voir TIBOR.
Tibor est un prénom hongrois masculin.

## Étymologie
Tibor est probablement une forme raccourcie du prénom hongrois « Tiborc », possible dérivé du nom latin honorifique Tiburtius, peut-être d'origine étrusque.
Mais il pourrait aussi avoir été créé par le pasteur protestant et historien Péter Bod (eo) (1712-1769), à partir du nom d'origine inconnue, peut-être slave, d'une localité de Transylvanie.

## Personnalités portant ce prénom
- Tibor Sekelj (1912–1988), journaliste et explorateur yougoslave d'origine hongroise, auteur de nombreux livres en espéranto notamment sur ses expéditions, ancien membre de l'académie d'espéranto.
- Tibor Revesz-Long (1902–1976), médecin né à Budapest, installé en France. Compagnon de la libération.

## Fête
Les « Tibor » sont fêtés le 14 avril (et parfois le 11 août).